# Enriqueta Favez
Enriqueta Favez, née vers 1791 et morte en 1856, également connue sous le nom d'Henriette Favez ou Faber, est une médecin et chirurgienne suisse qui exerce la médecine pendant les guerres napoléoniennes et à Cuba. Bien que femme, Favez vit en tant que chirurgien de sexe masculin durant environ quatre ans à Cuba — un fait qui aboutit à un procès bien documenté et à une expulsion des territoires espagnols. Après son expulsion, elle passe le reste de sa vie sous le nom de Sor Magdalena, infirmière aux Filles de la charité, à la Nouvelle-Orléans, avant d’occuper le poste de mère supérieure de cette congrégation.

## Biographie
Enriqueta Favez est peut-être née dans une famille bourgeoise à Lausanne, en Suisse, vers 1791. Son origine familiale est invérifiable et non documentée. Ses parents seraient Jean Louis Elie Favez et Jeanne Elisabeth Cavin,. Selon son propre témoignage, recueilli lors de son procès à Cuba, ses parents sont morts alors qu'elle était enfant et elle a été mariée à un soldat français à l'âge de 15 ans aux environs de 1806 par un oncle, colonel dans l'armée napoléonienne. Trois ans plus tard, son mari et sa fille en bas âge sont morts. Son mari serait mort au combat, sa fille serait morte pour des raisons inconnues à l'âge de huit jours,.
Favez reste à Paris et entreprend des études de médecine à la Sorbonne, revêtant les habits et l'identité d'un officier de l'armée avec le grade de son mari décédé. Après la remise de ses diplômes, elle travaille comme chirurgien dans l’armée française pendant les guerres napoléoniennes, apparemment aux côtés de son oncle, jusqu’à sa capture par les forces de Wellington et son emprisonnement en Espagne,.

### Arrivée à Cuba et arrestation

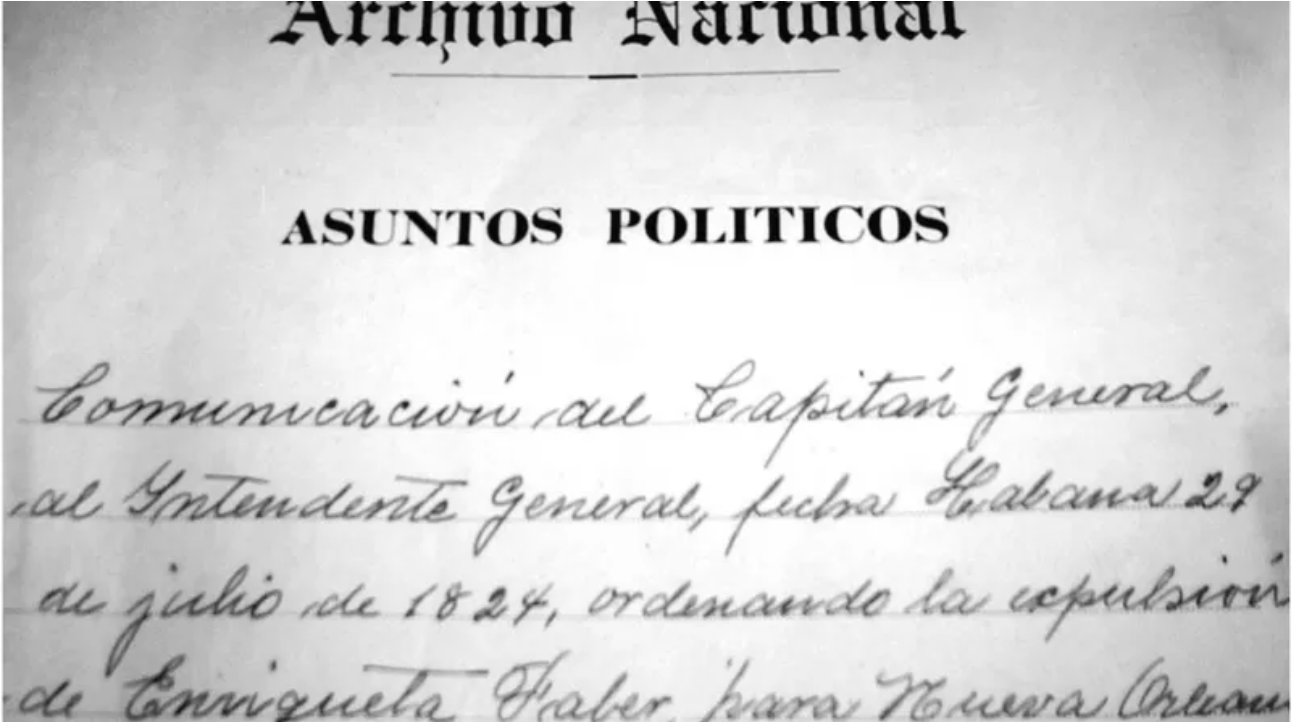
Procès d'Enriqueta Favez en 1823 à Santiago de Cuba.

Après la guerre en 1818, Favez part d'abord en Guadeloupe, puis pour Cuba. Elle obtient une licence du conseil médical de La Havane et ouvre un cabinet à Baracoa, un petit avant-poste situé dans l'Est de Cuba. Antiesclavagiste, ses clients sont issus de la population locale et pauvre, tout en s'intégrant dans l'élite coloniale,.
Favez épouse Juana de Léon, une jeune femme métisse pauvre d'une ville voisine. Bien que Juana soit probablement consciente du fait que Favez soit né sous l'identité d'une femme, des spéculations persistent quant à savoir si Juana était au courant de ce fait quand elles se sont mariées. Quatre ans après son mariage avec Juana et son intégration réussie dans l'élite de Baracoa, des spéculations sur le sexe biologique de Favez font surface. Malgré les efforts déployés pour enrayer les rumeurs, Favez est retrouvée en état d'ébriété, sa chemise déboutonnée, par un domestique qui informe immédiatement les autorités locales. Favez est arrêtée, emprisonnée et jugée en 1823. Les accusations citées par le tribunal comprennent la pratique illégale de la médecine par une femme, des fraudes envers le comité médical et les autorités locales et le fait de contraindre une femme à se marier de manière honteuse. Des examens forcés effectués par des médecins locaux ont révélé son anatomie sexuelle et plusieurs lettres d'accusation prétendument écrites par Juana de Léon ont fait surface tout au long de son procès. Les documents historiques de son procès-verbal établissent qu'elle s'est défendue contre les accusations en déclarant qu'elle était un esprit masculin dans un corps de femme. Elle fait aussi valoir qu'ayant porté des vêtements d'homme, étudié et pratiqué la médecine avec succès, elle a contribué à faire le bien. Favez est déclarée coupable et son mariage avec Juana de Léon est annulé.

### Déportation à la Nouvelle-Orléans

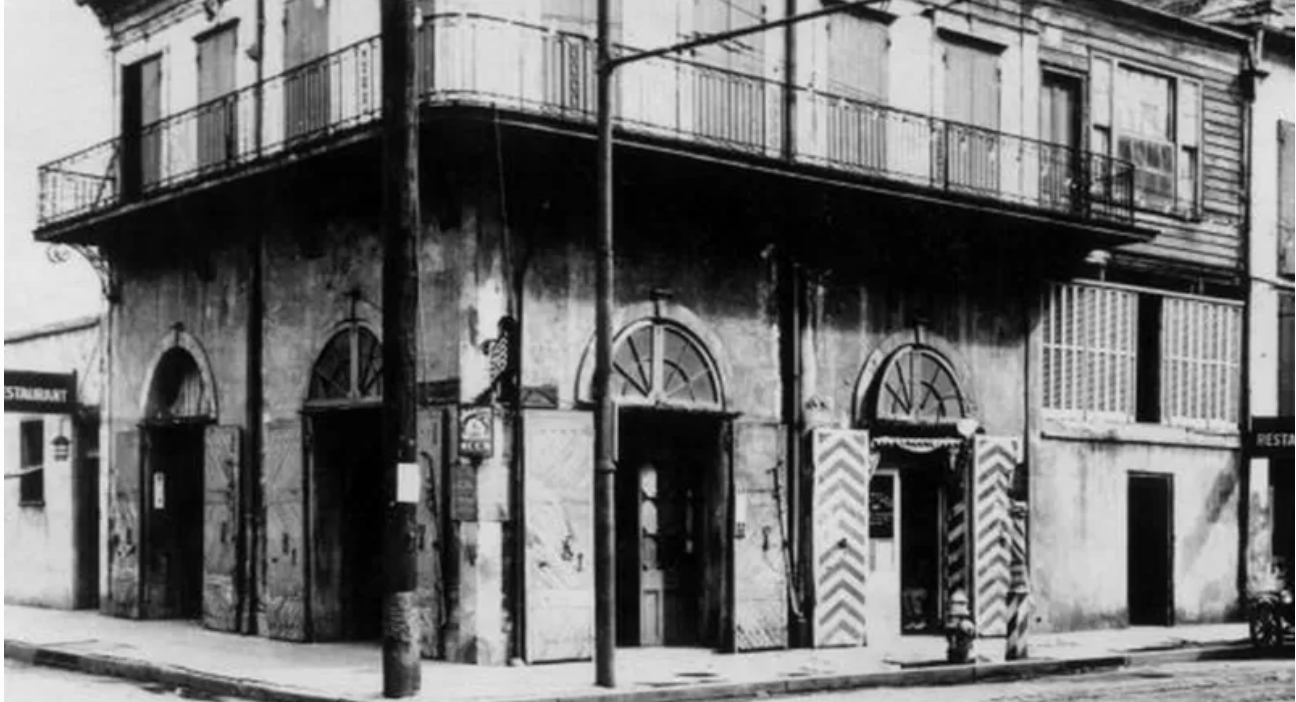
Lieu de déportation d'Enriqueta Favez à la Nouvelle-Orléans.

Après délibérations, le tribunal de Baracoa cherche à placer Favez à l'hôpital de Paula de la ville de La Havane, pour purger une peine de quatre ans. L’hôpital rejette cet arrangement et demande que Favez soit transféré à la Casa de Recogidas de San Francisco de Paula, une institution sécurisée abritant des femmes criminelles, invoquant des préoccupations quant à la sécurité défaillante de l'établissement et la nécessité d'un contrôle « approprié »,.
Après sa deuxième tentative de suicide enregistrée, Favez est interdite dans l'établissement, ainsi que sur les territoires espagnols. Elle est embarquée sur un navire à destination de la Nouvelle-Orléans, où elle rejoint les Filles de la charité en qualité de religieuse,. En tant que Sor Magdalena, elle continue à fournir une aide médicale aux pauvres et devint plus tard la mère supérieure de sa congrégation. Elle meurt à la Nouvelle-Orléans.

## Héritage

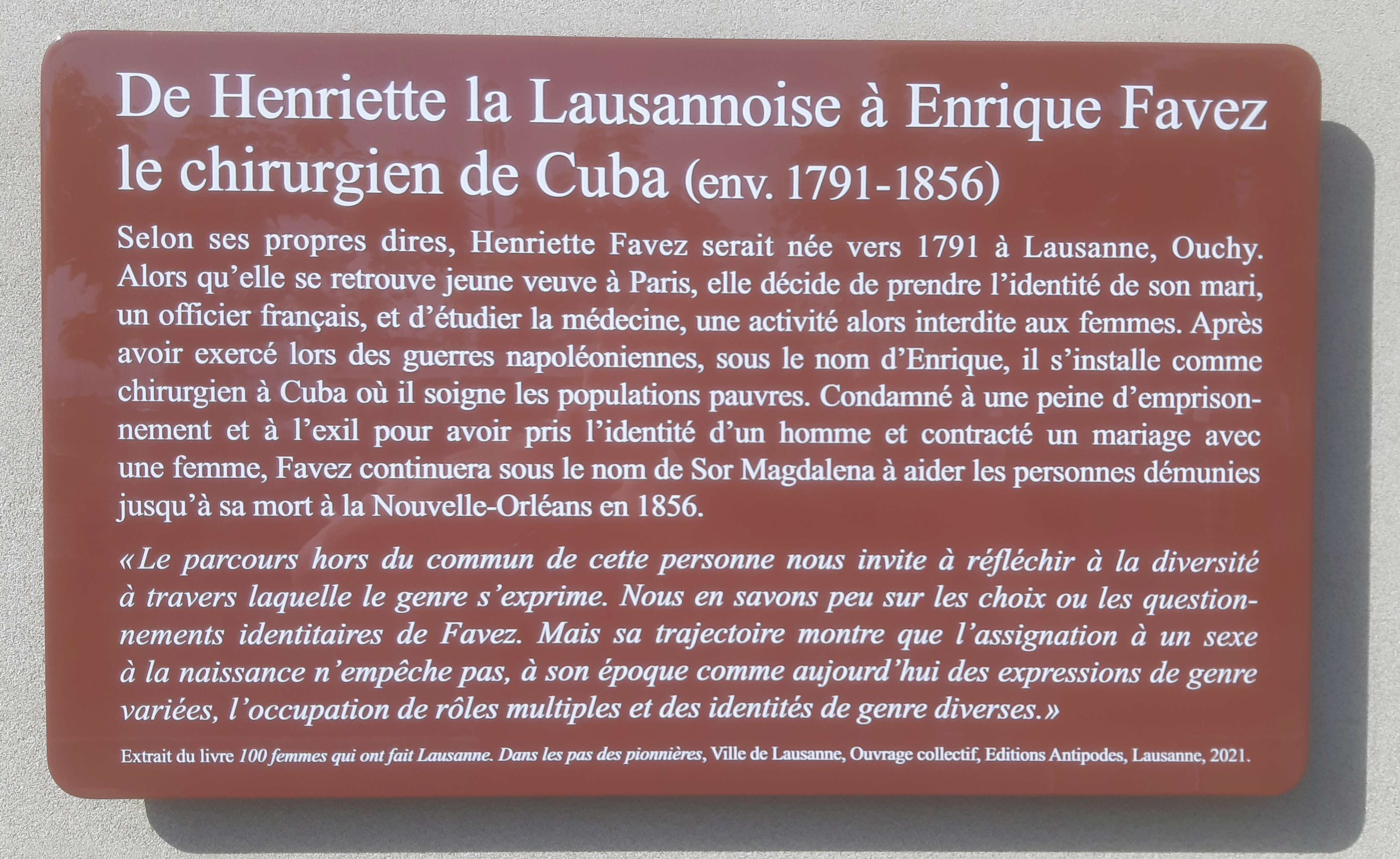
Plaque commémorative à la place de la Navigation 10 à Lausanne en Suisse.

L'histoire de Favez est documentée dans plusieurs livres, dont « Pour s'être habillée comme un homme » de l'historien cubain Julio Cesar Gonzáles Pagés, dont la publication est financée par la Direction du développement et de la coopération suisse. Pagés, bien que faisant référence à Favez en tant que femme confrontée aux défis de son époque et au mariage de Favez en tant que lesbienne, a également évoqué la possibilité dans une interview que Favez aurait pu être un homme trans.
La vie de Favez est également l'objet d'un film documentaire en 2005 de Lídice Pérez, d'une pièce de théâtre du groupe Rita Montaner et du film Insoumises (2019) de Laura Cazador et Fernando Pérez.
Au printemps 2022, une exposition intitulée « Entre les genres et les mondes. Dr Favez (1791-1856) » retrace son parcours au Palais de Rumine à Lausanne. En mai 2022, une plaque commémorative est inaugurée à la place de la Navigation par la ville de Lausanne, dans le cadre d'une stratégie visant à réhabiliter dans l'espace public les oubliées de l'Histoire.
Une statue de José Villa Soberón et Gabriel Cisnero est érigée en sa mémoire à La Havanne à Cuba près de l'église de Paula, où elle avait été transférée pendant son procès de 1823 à Santiago de Cuba.